# Walter Hus
 (octobre 2020).
Si vous disposez d'ouvrages ou d'articles de référence ou si vous connaissez des sites web de qualité traitant du thème abordé ici, merci de compléter l'article en donnant les références utiles à sa vérifiabilité et en les liant à la section « Notes et références ».
Walter Hus (né en 1959) est un pianiste et compositeur contemporain belge.

## Biographie
Dans les années 1980 il choisit pour le mouvement de la New Simplicity en tant que cofondateur, compositeur et pianiste du groupe avant-garde “Maximalist” avec les compositeurs Peter Vermeersch, Eric Sleichim, Jean-Paul Dessy et Thierry De Mey. Durant cette période, il part en tournées avec les Maximalist, donne des récitals de piano classiques et improvisés, fonde le Brussels Alban Berg Ensemble avec Dirk Descheemaeker.
Walter Hus travaille avec des peintres et vidéastes, écrit et joue pour le théâtre et la danse. Il collabore avec le Belgisch Pianokwartet, Simpletones, Quadro Quartet, Michel Thuns, Walter Verdin, Marie André, les chorégraphes Anne Teresa De Keersmaeker (Bartók/Mikrokosmos), Wim Vandekeybus, Roxane Huilmand, la Needcompany, Simonne Moesen, Wolfgang Kolb, Speeltheater, Mudances, Discordia, François Beukelaars, Niek Kortekaas, Jan Ritsema, Dan Lacksman et d’autres.
Après cette période Maximalist, Walter Hus se retire de la scène et compose pour des formations instrumentales très diverses, du soliste à l’orchestre symphonique, mais la forme du quatuor à cordes a sa préférence. Il en créera cinq : La Théorie (1988), Le Désir (1991), Le Miroir (1996), La Folie (2000), la Vague (2006).
Il compose pour Kaaitheater, DeSingel, Beursschouwburg, Octobre en Normandie, Festival van Vlaanderen, Bureau des Pianistes, Antwerpen ’93, Happy New Ears, Brussel 2000, Vooruit, Felix Meritis Amsterdam, Ebony Trio, Shimonizeki Wind Quintet, Hebbel Theater, Les Brigittines, Smith Quartet, Egidius Quartet, Blindman Quartet, Concertgebouw Brugge, Octurn, Spectra, De Rode Pomp, Champs d’Action, Oxalys, het Collectief, Symfonisch Orkest Vlaanderen, Bud Blumenthal, Musiques Nouvelles...
Il écrit vingt-quatre préludes et fugues pour deux pianos, qu’il créera entre 1998 et 2004 en hommage à J.S. Bach.
En 1994, il compose la musique du film Suite 16 de Dominique Deruddere. En 1996, Peter Greenaway utilisera son premier quatuor à cordes La Théorie pour le film The Pillow Book. Gerrit Messiaen utilisera sa musique pour piano dans le documentaire sur le photographe Lucien Hervé (2005). Le film Heavenly Bodies fut une collaboration avec le photographe Pierre Radisic (2005) et ensemble ils développeront un univers de video-clip. Le cinéaste Jan Decoster fit appel à lui pour la bande son du film Los Hervideros (2006).
En 2002, Walter Hus rencontre les frères Tony et Frank Decap, derniers descendants d’une famille de manufacturiers d’orgues de barbarie. Ils allient la construction traditionnelle de ces orgues de danse populaire à la haute technologie informatique. Walter Hus installe avec les frères Decap une structure de laboratoire de recherche artistique et technologique. Lors d’une résidence en 2006 au GRAME, centre de création électro-acoustique à Lyon, le prototype de l’accordéon automatique Decap fit son entrée dans le monde de la musique contemporaine.
À partir des années ‘90 Walter Hus se concentre sur la voix : l’Opéra Orfeo (1993) est une collaboration avec la Needcompany de Jan Lauwers. Il poursuit  avec un cycle de Lieder sur les poèmes de Rilke, Der Mann im blauen Mantel (1994), sur des poèmes de Stefan Hertmans, Francesco’s Paradox (1999),  Devouring Muses (1997) sur les poèmes grecs d’Irène Stamou et compose trois opéras basés sur les pièces shakespeariennes de Jan Decorte : Meneer, de zot en t'kint (2000), Bloetwollefduivel (2001) et Titus Andonderonikustmijnklote (2002).
Le journaliste Tom Janssens commente dans le magazine Etcetera : « En écrivant sa trilogie d’opéras sur les textes de Jan Decorte, ce pianiste ensorcelant sculpte une pierre tombale grandiose pour le genre. Aussi innocents que puissent paraître ces trois petits opéras, en réalité ce sont des chefs couleuvre de venin stylistique. Walter Hus nous donne des petites leçons en esthétique d’opéra à travers une loupe cristalline. »[réf. nécessaire]
En 2006 à la Toneelhuis d’Anvers, il crée une œuvre sur les mots du Dictionnaire Encyclopédique de la Côte d’Ivoire dans le spectacle “N” de Peter Krüger.

## Orgues DECAP
L'orchestration moderne DECAP consiste en un module d'orgues informatisés. Il s'agit de pièces d'orgues indépendantes l'une de l'autre, de longueur et de matières différentes, produisant une variation de timbres impressionnante. Chaque pression de l'air est contrôlée grâce à un système informatique performant.

## Récompense
- Ensors 2015 : Meilleure musique pour N: The Madness of Reason